# Brodiaeoideae

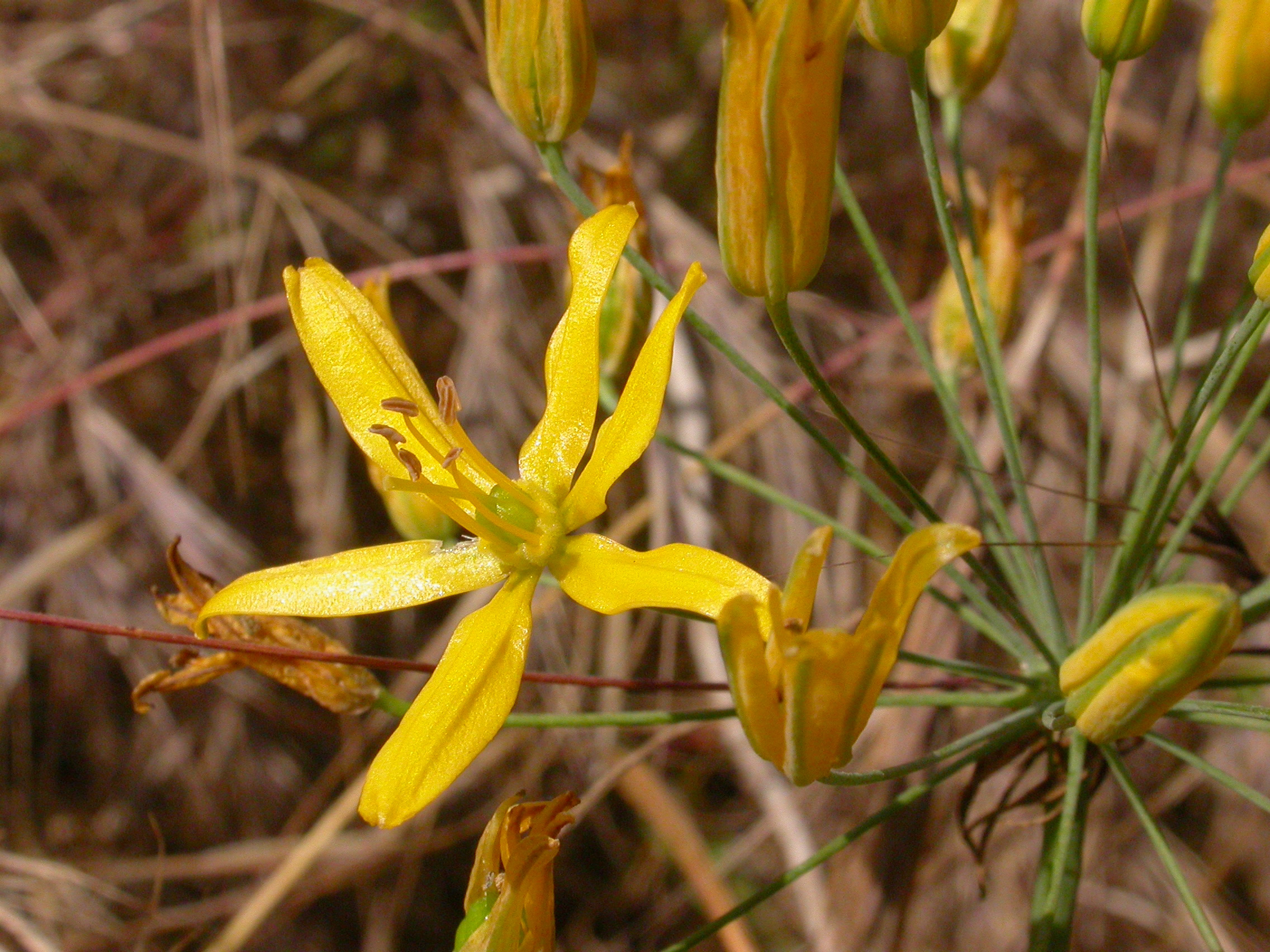
Bloomeria crocea.

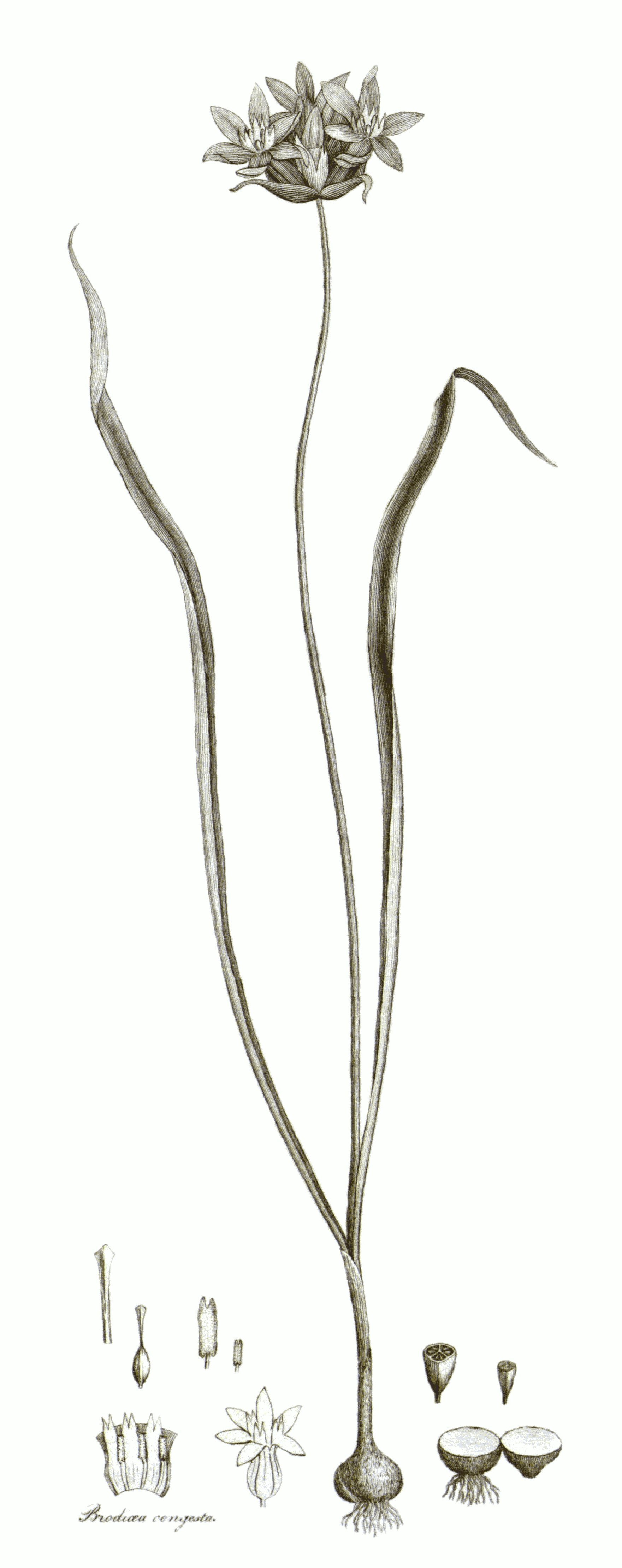
Dichelostemma congestum (ilustração).

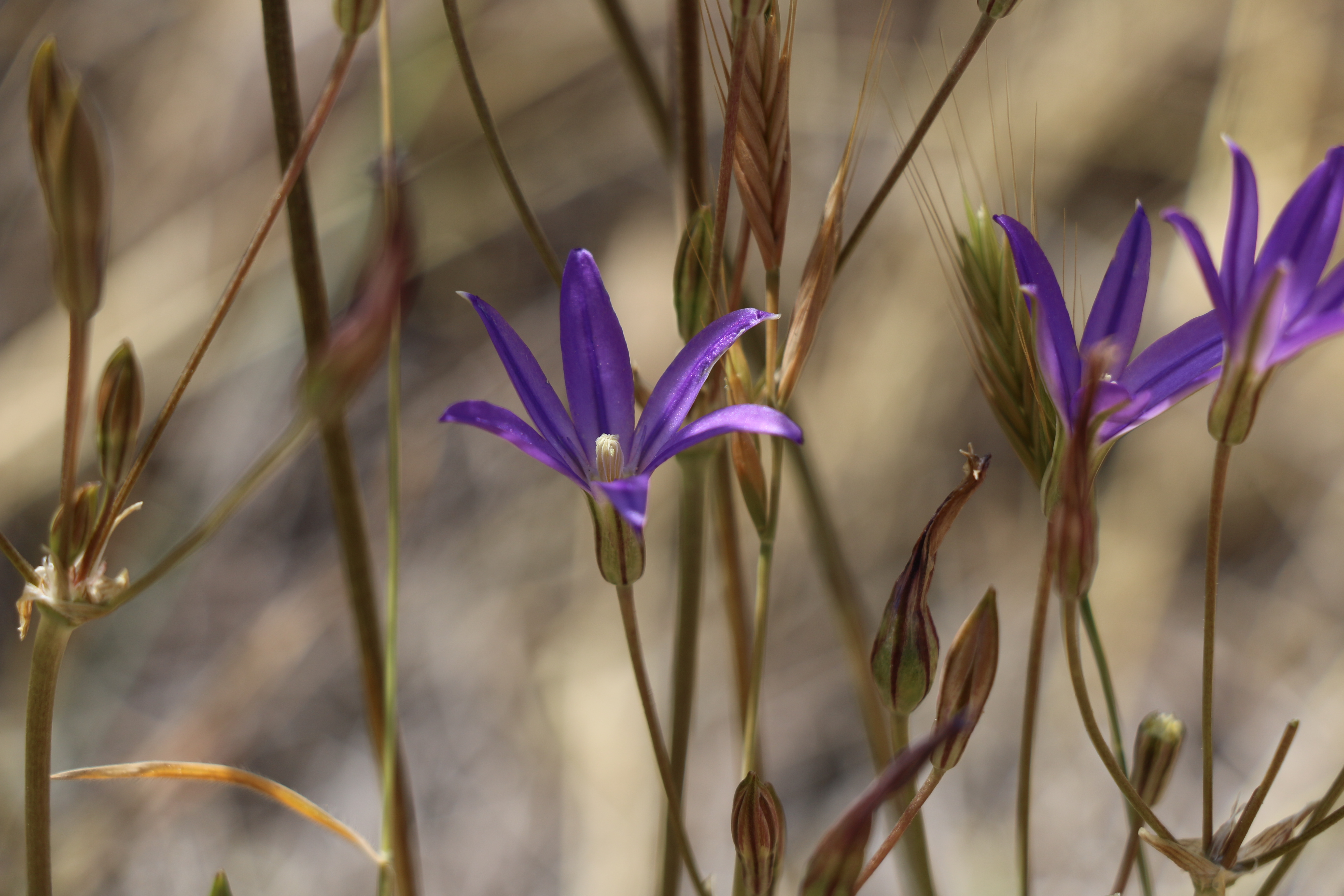
Brodiaea filifolia.

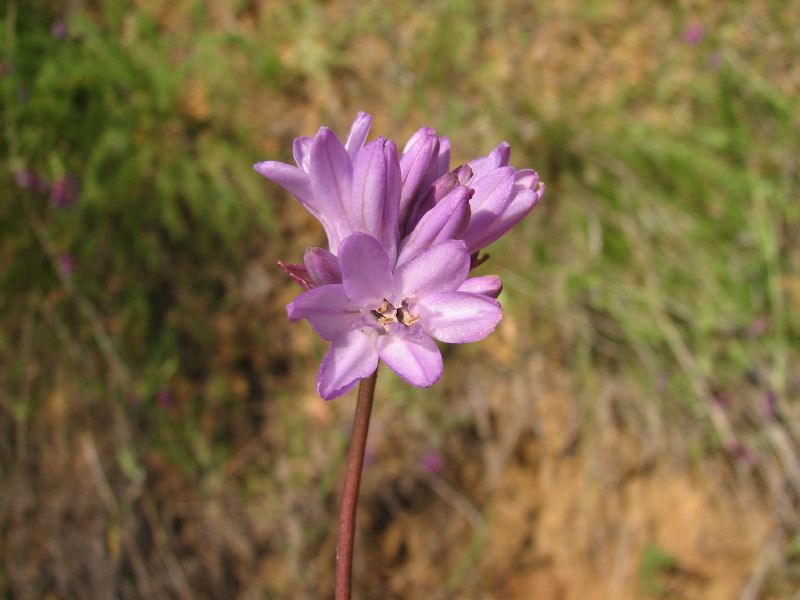
Dichelostemma congestum.

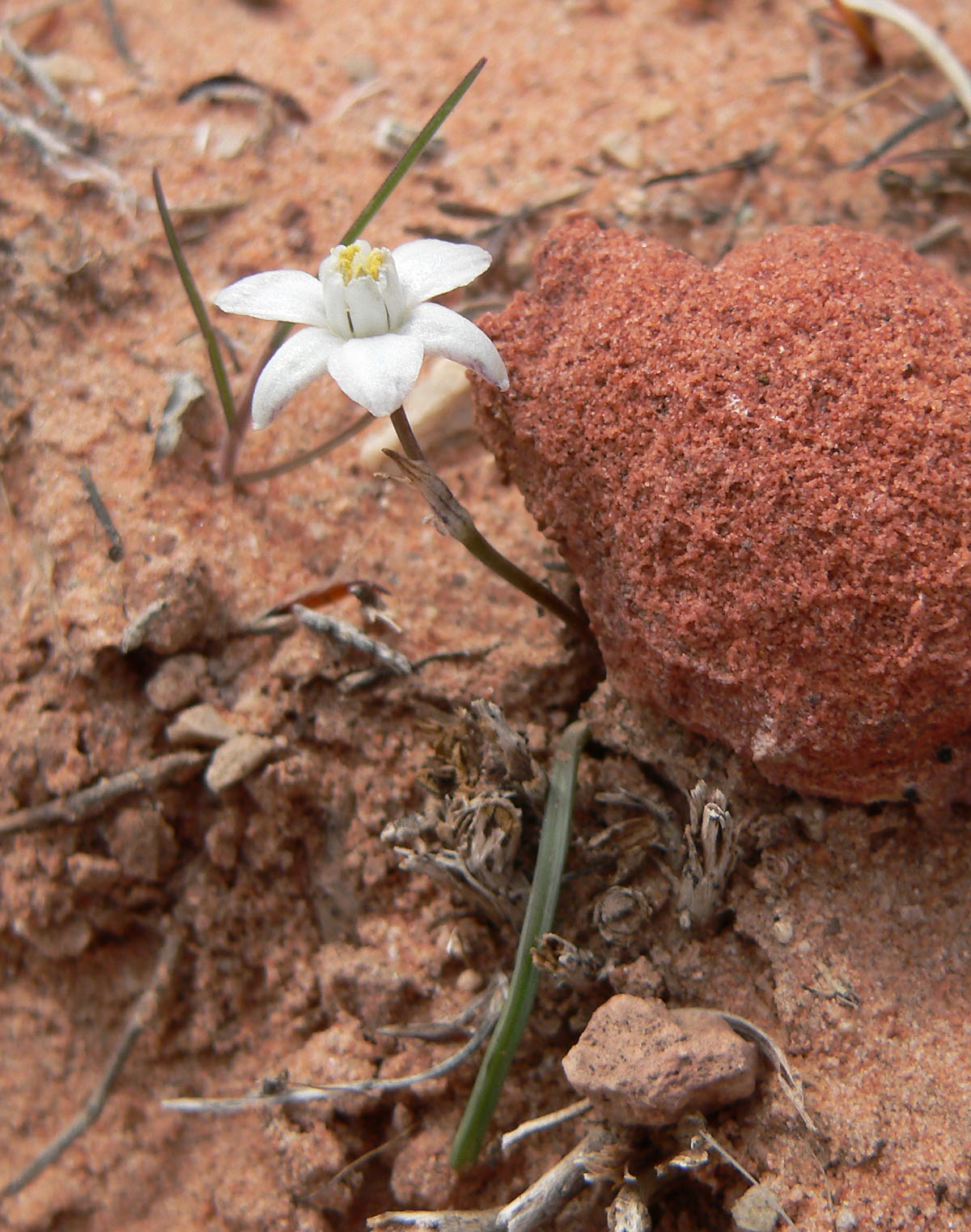
Muilla coronata.

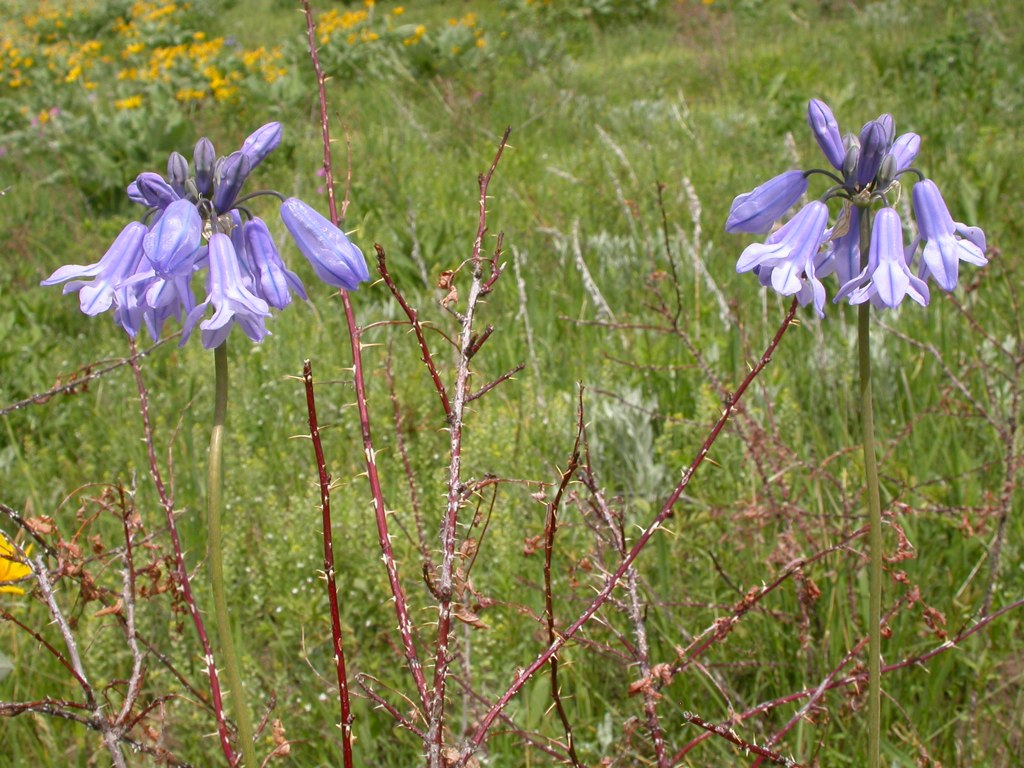
Triteleia grandiflora.

Brodiaeoideae é uma subfamília de plantas com flor monocotiledóneas, pertencentes à família Asparagaceae da ordem Asparagales, que agrupa 12 géneros e 50-68 espécies com distribuição natural na América Central e no oeste da América do Norte, desde a British Columbia à Guatemala.  O nome da subfamília é derivado do seu género tipo, o género Brodiaea. Antes do sistema APG III este agrupamento taxonómico foi considerado como a família autónoma Themidaceae.

## Descrição
Morfologia
As espécies que integram a subfamília Brodiaeoideae são pequenas plantas herbáceas perenes, geófitas, que formam tubérculos com uma cobertura membranosa ou fibrosa (túnica) como órgãos de persistência (nenhuma das espécies forma bolbos, o que as distingue das Alliaceae). As folhas, dispostas em roseta basal, são alongadas e simples, com bordo liso.
Estas espécies formam inflorescências cujo escapo não tem folhas. As inflorescências são umbelas semelhantes às das Alliaceae, mas com quatro ou mais brácteas membranosas, que não envolvem todas as flores.
As flores são pequenas, hermafroditas, trímeras e geralmente com simetria radial (actinomórficas). As tépalas são idênticos e mais ou menos fortemente soldadas ou livres. Existem dois verticilos com três estames cada, podendo ser todos férteis ou os de um dos verticilos podem estar convertidos em estaminódios. Os três carpelos fundem-se para formar um ovário súpero. Os ovários podem integrar um gonóforo (um prolongamento do receptáculo que sustenta os estames e o pistilo).
O fruto é uma cápsula loculicida. As sementes são quase sempre negras devido à presença de fitomelanos.
Distribuição
A subfamília tem distribuição natural no oeste da América do Norte e na [América Central]], desde a Colúmbia Britânica à Guatemala. Apresente dois centros de diversidade, um no oeste dos Estados Unidos e outro no México.

## Filogenia e sistemática
Os sistemas de classificação taxonómica em uso durante a maior parte dos séculos XIX e XX ou ignoraram a existência deste clado, ou, quando o reconheceram como grupo, colocaram-no quase sempre no nível taxonómico de tribo, geralmente com a designação de Brodiaeeae, entre as Liliaceae, Alliaceae ou Amaryllidaceae. Em 1985, Rolf Dahlgren, no sistema que leva o seu nome, consideraram o grupo como a tribo Brodiaeeae da família Alliaceae.
O advento das técnicas de biologia molecular levou a que na década final do século XX fosse evidente que o grupo heterogéneo de espécies que constituía a família Liliaceae apesar de reconhecido pela maioria dos autores era na realidade várias vezes polifilética e que o género Brodiaea, e os seus parentes, eram filogeneticamente mais próximos de Asparagus do que de Allium ou Amaryllis. Por estas razões, a família Themidaceae, que havia caído em desuso, foi repristinada num artigo académico publicado na revista Taxon em 1996.
O nome 'Themidaceae' foi inicialmente usado por Richard Salisbury em 1866. O nome teve como basiónimo o antigo nome genérico Themis, entretanto caído em desuso, que também fora estabelecido por Salisbury em conjunto com a família. A única espécie que foi atribuída ao género Themis foi Themis ixioides, entretanto reclassificada como Brodiaea ixioides por Sereno Watson em 1879 e para Triteleia ixioides por Edward Lee Greene em 1886. A espécie é listada como Triteleia ixioides na Flora of North America.
Quando o Angiosperm Phylogeny Group publicou o sistema APG II em 2003, a família Themidaceae foi considerada como um circunscrição opcional para uso de quem considerasse que a família Asparagaceae sensu lato deveria ser dividida em táxons segregados correspondentes a famílias autónomas. Quando o sistema APG III foi publicado em 2009, a família Themidaceae não foi incluída, sendo tratada no artigo que acompanha o sistema como a subfamília Brodiaeoideae, uma das 7 subfamílias da família Asparagaceae.
De acordo com o Código Internacional de Nomenclatura Botânica" (ICNB), os nomes das subfamílias não podem ser considerados nomes conservados. O nome Brodiaeoideae foi publicado por Hamilton Paul Traub em Plant Life, Volume 28, 1972, p. 131.
O nome Themidaceae, que fora publicado em 1866 por Richard Anthony Salisbury em The Genera of Plants, incluía géneros que estavam anteriormente na família Liliaceae (mais recentemente no sistema Cronquist de 1981) e, mais recentemente, como uma tribo Brodiaeae nas Alliaceae ou Amaryllidaceae. Hamilton Paul Traub publicou de forma inválida uma família Brodiaeaceae na ordem Alliales em 1982. Estudos de genética molecular levaram a que esses 11 géneros fossem colocados na família Themidaceae.
Presentemente, as subfamílias Scilloideae e Aphyllanthoideae são considerados os parentes mais próximos dentro da ordem dss Asparagales. Como se pode ver pelo cladograma, estes géneros não estão relacionados com as Alliaceae ou as Amaryllidaceae. A tribo Milleae Baker também foi incorporada nesta família que, portanto, foi expandida para doze géneros.
O género Brodiaea em particular tem uma história taxonómica atribulada: era táxon de coleta com cerca de 45 espécies da América do Norte e do Sul (Baker 1896). Em 1939, Hoover removeu as espécies sul-americanas, que foram então colocadas na subtribo Alliinae por Traub em 1963 nos gêneros Tristagma e Nothoscordum, todas com odor a cebola. As 30 a 35 espécies norte-americanas de distribuição e morfologia diferente permaneceram no género Brodiaea na subtribo Brodiaeinae. Ambas as subtribos pertenciam à tribo Allieae dentro das Amaryllidaceae. Investigações posteriores mostraram que as espécies restantes podem ser facilmente divididas em grupos e Jepson estabeleceu três subgéneros, como três gêneros separados Brodiaea, Dichelostemma e Triteleia. Esses três géneros foram confirmados por vários estudos.

### Filogenética
Estudos de filogenética molecular permitem afirmar com elevado grau de certeza que o agrupamento Brodiaeoideae é monofilético, sendo provavelmente o grupo irmão da subfamília Scilloideae.
Estudos taxonómicos recentes dividem as Brodiaeoideae (ou Themidaceae) em 12 géneros, mas a monofilia de vários desses géneros permanece por confirmar. Na sua presente circunscrição taxonómica, os géneros que agrupam maior número de espécies são Triteleia, com 15 espécies, e Brodiaea, com 14 espécies. Pelo menos 9 dos 12 géneros integram espécies que são cultivadas, mas apenas algumas espécies do géneros Brodiaea e Triteleia são cultivadas com alguma frequência (como planta ornamental).
As espécies integradas na subfamília Brodiaeoideae apresentam as seguintes características comuns: são plantas perenes herbáceas que se desenvolvem a partir de cormos rico em amido, produzindo um novo cormo cada ano a partir do anterior; as folhas são lineares, frequentemente carnudas, formando uma bainha fechada na base, com venação paralelinérvea; a inflorescência é uma umbela, ou raramente flores solitárias, no ápice de um escapo floral isolada; as flores são bissexuadas e actinimórficas, com tépalas todas similar, agrupadas 3 a 3 em rosetas; cada flor apresenta 6 estames férteis ou 3 estames alternando com 3 estaminódios, com os estames e estaminódios inseridos sobre as tépalas, com anteras basifixas e deiscência introrsa; o ovário é do tipo súpero e trilocular, produzindo frutos loculicidas do tipo cápsula com sementes recobertas por fitomelaninas.
A árvore filogenética das Asparagales 'nucleares', incluindo aquelas famílias que foram reduzidas ao estatuto de subfamílias, é a que se mostra abaixo. O grupo inclui as duas maiores famílias da ordem, isto é, aqueles com maior número de espécies, as Amaryllidaceae e as Asparagaceae. Nesta circunscrição taxonómica a família Amaryllidaceae é o grupo irmão da família Asparagaceae e as subfamílias Brodiaeoideae + Scilloideae formam um clado que é o grupo irmãoo da subfamília Aphyllanthoideae.
|  | Agapanthoideae (= Agapanthaceae)                                                                          |
|  | |
|  | \| \| Allioideae (= Alliaceae s.s.) \| \| \| \| \| \| Amaryllidoideae (= Amaryllidaceae s.s.) \| \| \| \| |
|  | |
|  | Allioideae (= Alliaceae s.s.)                                                                             |
|  | |
|  | Amaryllidoideae (= Amaryllidaceae s.s.)                                                                   |
|  | |

|  | Allioideae (= Alliaceae s.s.)           |
|  |                                         |
|  | Amaryllidoideae (= Amaryllidaceae s.s.) |
|  |                                         |

|  | Aphyllanthoideae (= Aphyllanthaceae)                                                            |
|  |                                                                                                 |
|  | \| \| Brodiaeoideae (= Themidaceae) \| \| \| \| \| \| Scilloideae (= Hyacinthaceae) \| \| \| \| |
|  |                                                                                                 |
|  | Brodiaeoideae (= Themidaceae)                                                                   |
|  |                                                                                                 |
|  | Scilloideae (= Hyacinthaceae)                                                                   |
|  |                                                                                                 |

|  | Brodiaeoideae (= Themidaceae) |
|  |                               |
|  | Scilloideae (= Hyacinthaceae) |
|  |                               |

|  | Aphyllanthoideae (= Aphyllanthaceae)                                                            |
|  |                                                                                                 |
|  | \| \| Brodiaeoideae (= Themidaceae) \| \| \| \| \| \| Scilloideae (= Hyacinthaceae) \| \| \| \| |
|  |                                                                                                 |
|  | Brodiaeoideae (= Themidaceae)                                                                   |
|  |                                                                                                 |
|  | Scilloideae (= Hyacinthaceae)                                                                   |
|  |                                                                                                 |

|  | Brodiaeoideae (= Themidaceae) |
|  |                               |
|  | Scilloideae (= Hyacinthaceae) |
|  |                               |

|  | Lomandroideae (= Laxmanniaceae)                                                                   |
|  |                                                                                                   |
|  | \| \| Asparagoideae (= Asparagaceae s.s.) \| \| \| \| \| \| Nolinoideae (= Ruscaceae) \| \| \| \| |
|  |                                                                                                   |
|  | Asparagoideae (= Asparagaceae s.s.)                                                               |
|  |                                                                                                   |
|  | Nolinoideae (= Ruscaceae)                                                                         |
|  |                                                                                                   |

|  | Asparagoideae (= Asparagaceae s.s.) |
|  |                                     |
|  | Nolinoideae (= Ruscaceae)           |
|  |                                     |

|  | Aphyllanthoideae (= Aphyllanthaceae)                                                            |
|  |                                                                                                 |
|  | \| \| Brodiaeoideae (= Themidaceae) \| \| \| \| \| \| Scilloideae (= Hyacinthaceae) \| \| \| \| |
|  |                                                                                                 |
|  | Brodiaeoideae (= Themidaceae)                                                                   |
|  |                                                                                                 |
|  | Scilloideae (= Hyacinthaceae)                                                                   |
|  |                                                                                                 |

|  | Brodiaeoideae (= Themidaceae) |
|  |                               |
|  | Scilloideae (= Hyacinthaceae) |
|  |                               |

|  | Aphyllanthoideae (= Aphyllanthaceae)                                                            |
|  |                                                                                                 |
|  | \| \| Brodiaeoideae (= Themidaceae) \| \| \| \| \| \| Scilloideae (= Hyacinthaceae) \| \| \| \| |
|  |                                                                                                 |
|  | Brodiaeoideae (= Themidaceae)                                                                   |
|  |                                                                                                 |
|  | Scilloideae (= Hyacinthaceae)                                                                   |
|  |                                                                                                 |

|  | Brodiaeoideae (= Themidaceae) |
|  |                               |
|  | Scilloideae (= Hyacinthaceae) |
|  |                               |

|  | Lomandroideae (= Laxmanniaceae)                                                                   |
|  |                                                                                                   |
|  | \| \| Asparagoideae (= Asparagaceae s.s.) \| \| \| \| \| \| Nolinoideae (= Ruscaceae) \| \| \| \| |
|  |                                                                                                   |
|  | Asparagoideae (= Asparagaceae s.s.)                                                               |
|  |                                                                                                   |
|  | Nolinoideae (= Ruscaceae)                                                                         |
|  |                                                                                                   |

|  | Asparagoideae (= Asparagaceae s.s.) |
|  |                                     |
|  | Nolinoideae (= Ruscaceae)           |
|  |                                     |

|  | Agapanthoideae (= Agapanthaceae)                                                                          |
|  | |
|  | \| \| Allioideae (= Alliaceae s.s.) \| \| \| \| \| \| Amaryllidoideae (= Amaryllidaceae s.s.) \| \| \| \| |
|  | |
|  | Allioideae (= Alliaceae s.s.)                                                                             |
|  | |
|  | Amaryllidoideae (= Amaryllidaceae s.s.)                                                                   |
|  | |

|  | Allioideae (= Alliaceae s.s.)           |
|  |                                         |
|  | Amaryllidoideae (= Amaryllidaceae s.s.) |
|  |                                         |

|  | Aphyllanthoideae (= Aphyllanthaceae)                                                            |
|  |                                                                                                 |
|  | \| \| Brodiaeoideae (= Themidaceae) \| \| \| \| \| \| Scilloideae (= Hyacinthaceae) \| \| \| \| |
|  |                                                                                                 |
|  | Brodiaeoideae (= Themidaceae)                                                                   |
|  |                                                                                                 |
|  | Scilloideae (= Hyacinthaceae)                                                                   |
|  |                                                                                                 |

|  | Brodiaeoideae (= Themidaceae) |
|  |                               |
|  | Scilloideae (= Hyacinthaceae) |
|  |                               |

|  | Aphyllanthoideae (= Aphyllanthaceae)                                                            |
|  |                                                                                                 |
|  | \| \| Brodiaeoideae (= Themidaceae) \| \| \| \| \| \| Scilloideae (= Hyacinthaceae) \| \| \| \| |
|  |                                                                                                 |
|  | Brodiaeoideae (= Themidaceae)                                                                   |
|  |                                                                                                 |
|  | Scilloideae (= Hyacinthaceae)                                                                   |
|  |                                                                                                 |

|  | Brodiaeoideae (= Themidaceae) |
|  |                               |
|  | Scilloideae (= Hyacinthaceae) |
|  |                               |

|  | Lomandroideae (= Laxmanniaceae)                                                                   |
|  |                                                                                                   |
|  | \| \| Asparagoideae (= Asparagaceae s.s.) \| \| \| \| \| \| Nolinoideae (= Ruscaceae) \| \| \| \| |
|  |                                                                                                   |
|  | Asparagoideae (= Asparagaceae s.s.)                                                               |
|  |                                                                                                   |
|  | Nolinoideae (= Ruscaceae)                                                                         |
|  |                                                                                                   |

|  | Asparagoideae (= Asparagaceae s.s.) |
|  |                                     |
|  | Nolinoideae (= Ruscaceae)           |
|  |                                     |

|  | Aphyllanthoideae (= Aphyllanthaceae)                                                            |
|  |                                                                                                 |
|  | \| \| Brodiaeoideae (= Themidaceae) \| \| \| \| \| \| Scilloideae (= Hyacinthaceae) \| \| \| \| |
|  |                                                                                                 |
|  | Brodiaeoideae (= Themidaceae)                                                                   |
|  |                                                                                                 |
|  | Scilloideae (= Hyacinthaceae)                                                                   |
|  |                                                                                                 |

|  | Brodiaeoideae (= Themidaceae) |
|  |                               |
|  | Scilloideae (= Hyacinthaceae) |
|  |                               |

|  | Aphyllanthoideae (= Aphyllanthaceae)                                                            |
|  |                                                                                                 |
|  | \| \| Brodiaeoideae (= Themidaceae) \| \| \| \| \| \| Scilloideae (= Hyacinthaceae) \| \| \| \| |
|  |                                                                                                 |
|  | Brodiaeoideae (= Themidaceae)                                                                   |
|  |                                                                                                 |
|  | Scilloideae (= Hyacinthaceae)                                                                   |
|  |                                                                                                 |

|  | Brodiaeoideae (= Themidaceae) |
|  |                               |
|  | Scilloideae (= Hyacinthaceae) |
|  |                               |

|  | Lomandroideae (= Laxmanniaceae)                                                                   |
|  |                                                                                                   |
|  | \| \| Asparagoideae (= Asparagaceae s.s.) \| \| \| \| \| \| Nolinoideae (= Ruscaceae) \| \| \| \| |
|  |                                                                                                   |
|  | Asparagoideae (= Asparagaceae s.s.)                                                               |
|  |                                                                                                   |
|  | Nolinoideae (= Ruscaceae)                                                                         |
|  |                                                                                                   |

|  | Asparagoideae (= Asparagaceae s.s.) |
|  |                                     |
|  | Nolinoideae (= Ruscaceae)           |
|  |                                     |

## Sistemática
Com a presente circunscrição taxonómica, a subfamília Brodiaeoideae pode ser dividida em dois grupo monofiléticos: (1) o «complexo Milla» (Bessera, Dandya, Milla e Petronymphe) com um centro de diversidade no México; e (2) o complexo Brodiaea (Androstephium, Bloomeria, Brodiaea, Dichelostemma, Muilla, Triteleia e Triteleiopsis) com um centro de diversidade no oeste dos Estados Unidos. O estatuto e posicionamento do género monotípico Jaimehintonia permanece incerto. Tendo em conta o Angiosperm Phylogeny Website, os géneros incluídos nesses grupos são:
- Complexo Milla — clado que contém seis géneros que ocorrem do Arizona à Guatemala; os três géneros Behria, Jaimehintonia e Petronymphe são monotípicos, pelo que cada um contém apenas uma espécie; os outros três géneros, Bessera, Dandya e Milla, contêm apenas da algumas a 11 espécies cada:[21][22][23]
  - Bessera Schult.f. (incluindo Behria)
  - Dandya H.E.Moore
  - Milla Cav. (incluindo Diphalangium)
  - Petronymphe H.E.Moore
- Complexo Brodiaea:
  - Androstephium Torr.
  - Bloomeria Kellogg
  - Brodiaea Sm.
  - Dichelostemma Kunth (incluindo Brevoortia, Dipterostemon e Stropholirion)
  - Muilla S.Watson ex Benth.
  - Triteleia Douglas ex Lindl. (incluindo Hesperoscordium e Themis)
  - Triteleiopsis Hoover
- incertae sedis:
  - Jaimehintonia  B.L.Turner

A subfamília Brodiaeoideae compreende 10-12 géneros com entre 50 e 68 espécies:
- Androstephium Torr.: com cerca de três espécies, com distribuição natural no oeste dos Estados Unidos e norte do México; é o género com maior expansão em direcção ao leste, atingindo o Dacota do Sul e o Texas.[25]
- Bessera Schult. f. (incluíndo Behria Greene): as poucas espécies têm distribuição no México.[26]
- Bloomeria Kellogg: as cerca de três espécies t<ês distribuição natural desde o centro e sul da Califórnia até ao norte do estado mexicano de Baja California.[27]
- Brodiaea Sm.: com cerca de 14 espécies, distribuídas desde o oeste dos Estados Unidos até ao norte da Baja California.[28]
- Dandya H.E.Moore: as cerca de 4 espécies têm distribuição natural no norte e sudoeste do México.[29]
- Dichelostemma S.Schauer (incluindo Brevoortia Alph.Wood, Dipterostemon Rydb., Macroscapa Kellogg, Stropholirion Torr.): as cerca de 5 espécies são nativas do oeste da América do Norte, estendendo-se do noroeste dos Estados Unidos até aos estados mexicanos da Baja California e Sonora.[30]
- Jaimehintonia B.L.Turner: compreende apenas uma espécie:
  - Jaimehintonia gypsophila B.L.Turner: ocorre em solos ricos em gipsite em Nuevo León, e talvez Coahuila, no México.[31]
- Milla Cav.: as 6-7 espécies são nativas de uma região que vai do sudoeste dos Estados Unidos através do oeste do México até à Guatemala.[32]
- Muilla S.Watson ex Benth. & Hook. f. (incluindo Diphalangium S.Schauer): com cerca de três espécies, distribuídas no oeste da América do Norte.[33]
- Petronymphe H.E.Moore: compreende apenas uma espécie:[34]
  - Petronymphe decora H.E.Moore: a espécie é um endemismo no estado mexicano de Guerrero, conhecido de apenas uma localidade, próximo de Acahuizotla, uma hora de viagem a sul de Chilpancingo em altitude superior a 3500 m, em paredes verticais de 30 metros de altura sobre um rio.[34]
- Triteleia Douglas ex Lindl. (incluindo Calliprora Lindl., Hesperoscordum Lindl., Themis Salisb.): com cerca de 15 espécies nativas de uma região que se estende do oeste dos Estados Unidos até ao norte do México.[35]
- Triteleiopsis Hoover: compreende apenas uma única espécie:
  - Triteleiopsis palmeri (S.Watson) Hoover: nativa do sudoeste do Arizona e dos estados mexicanos de Baja California e Sonora.[36]

## Galeria

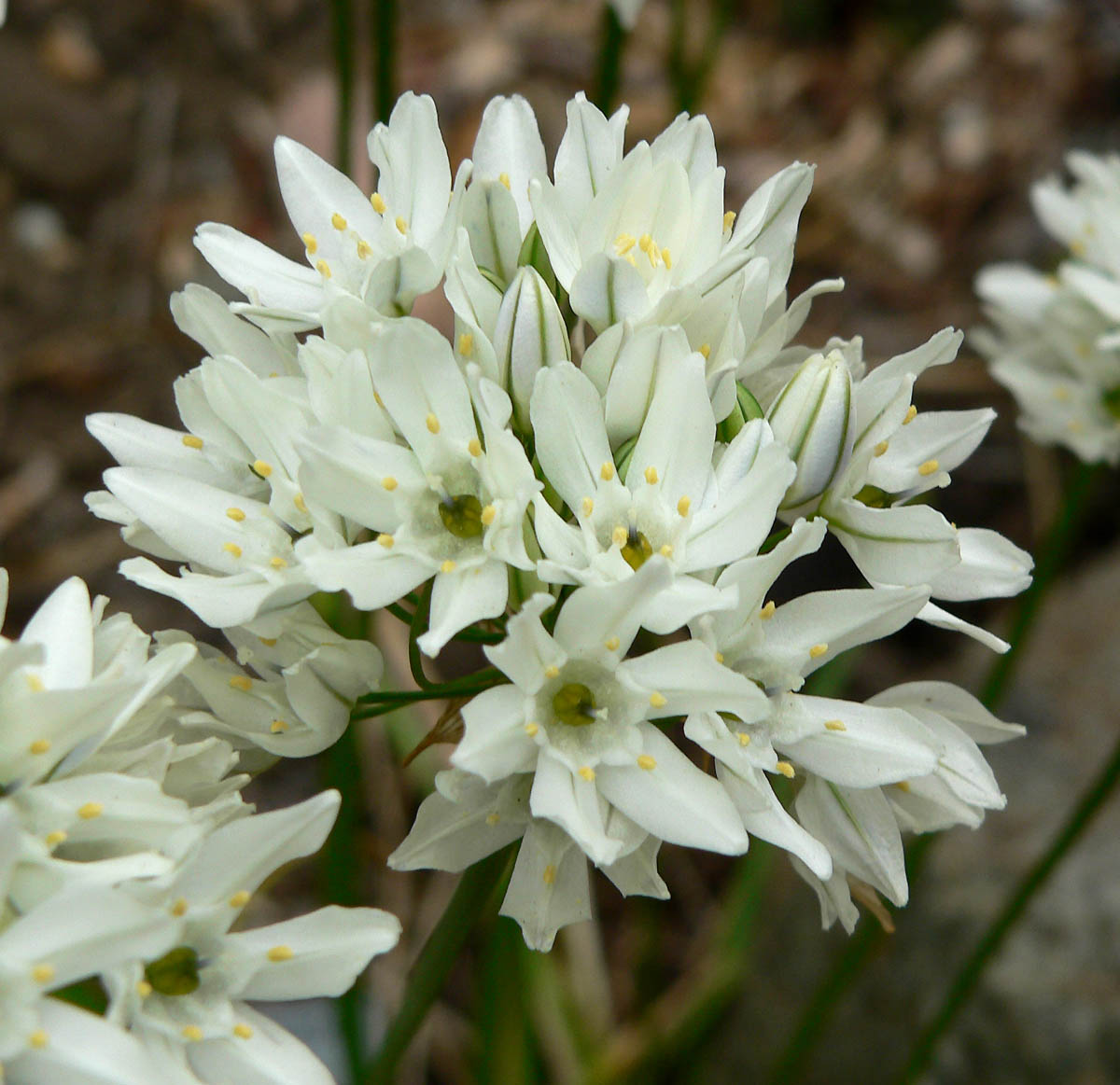
Triteleia hyacinthina
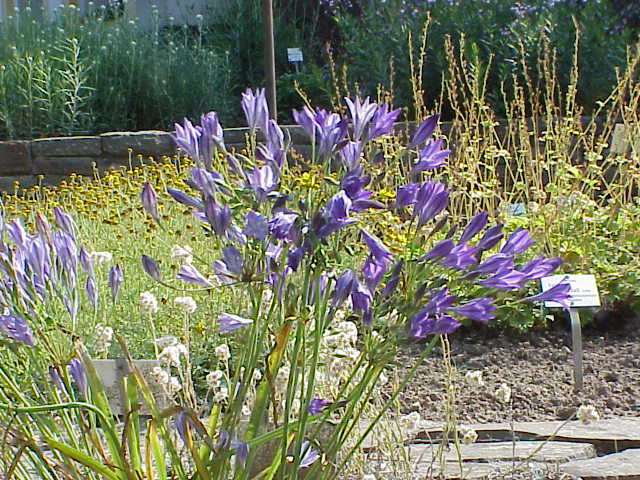
Triteleia laxa
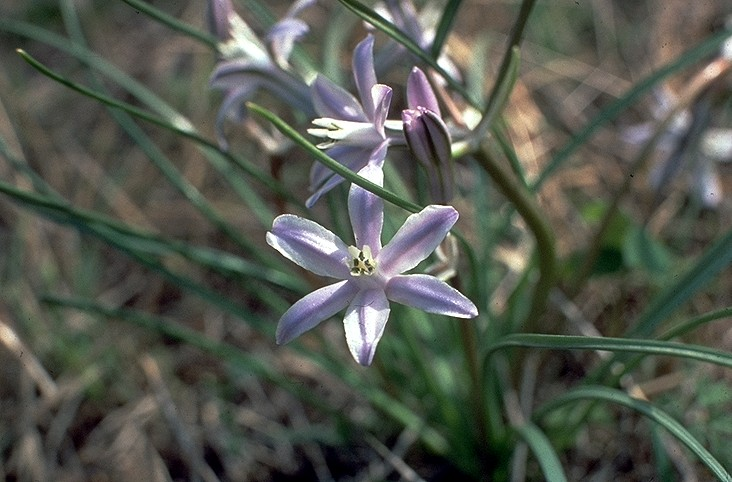
Androstephium coeruleum
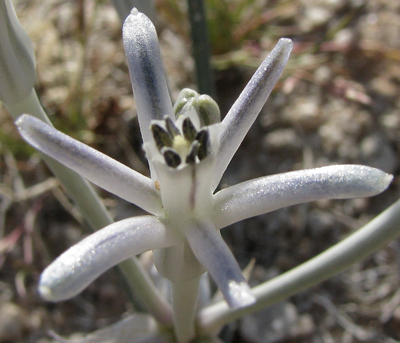
Androstephium breviflorum
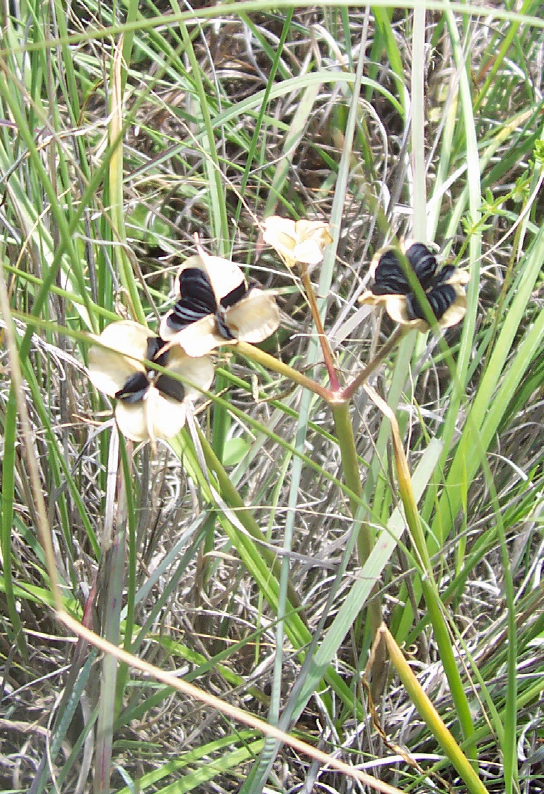
Fruto de Androstephium coeruleum
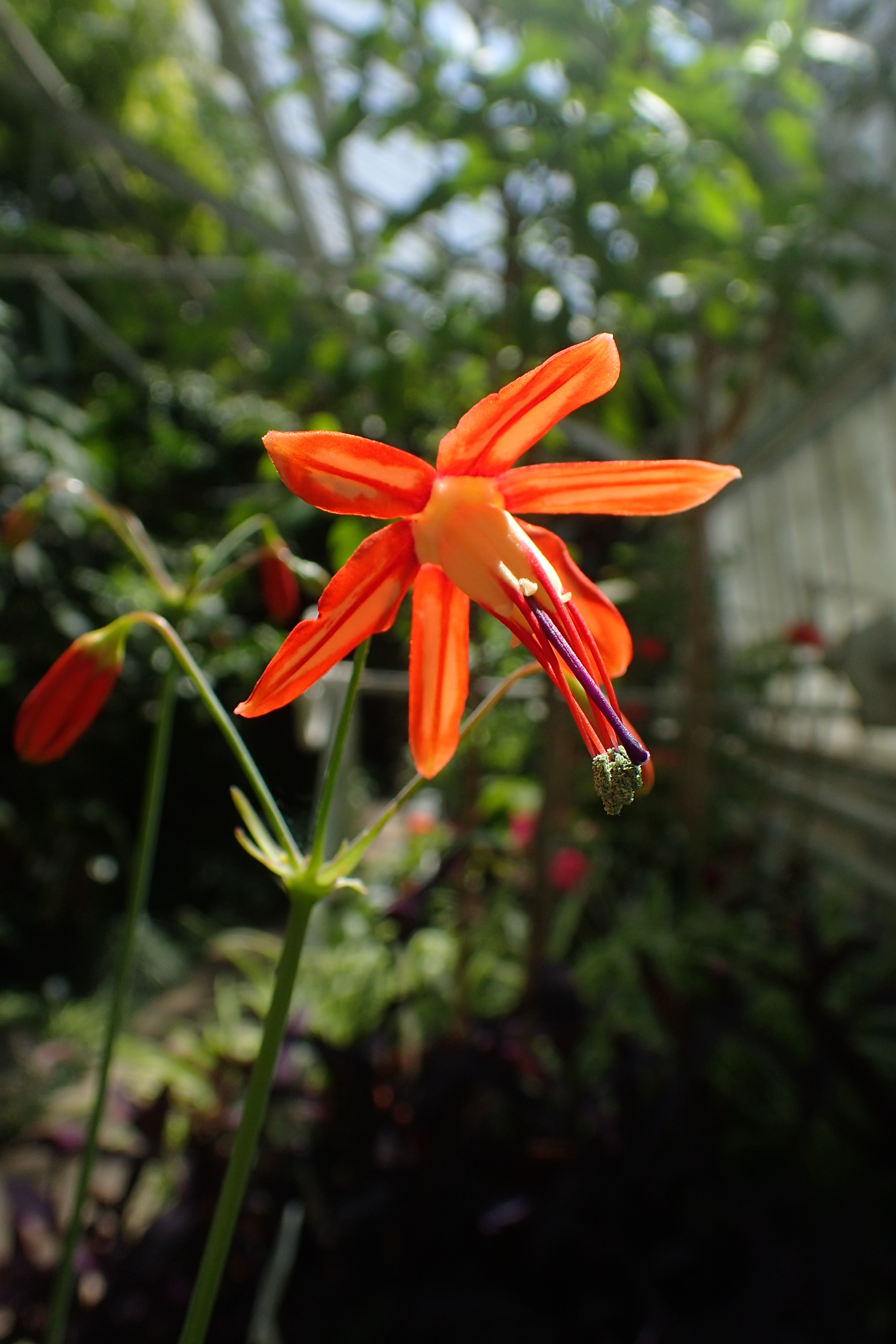
Bessera elegans
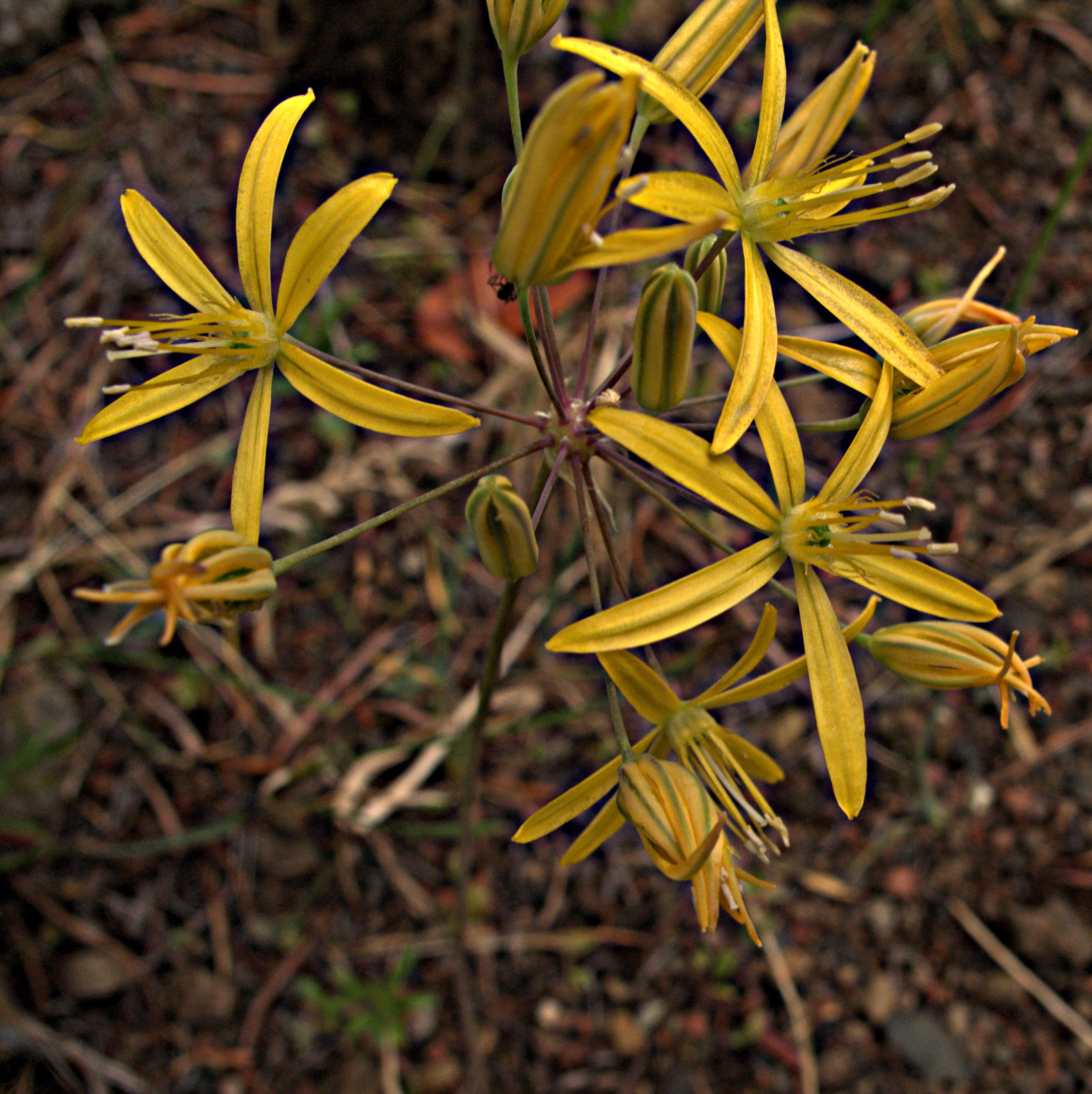
Bloomeria crocea
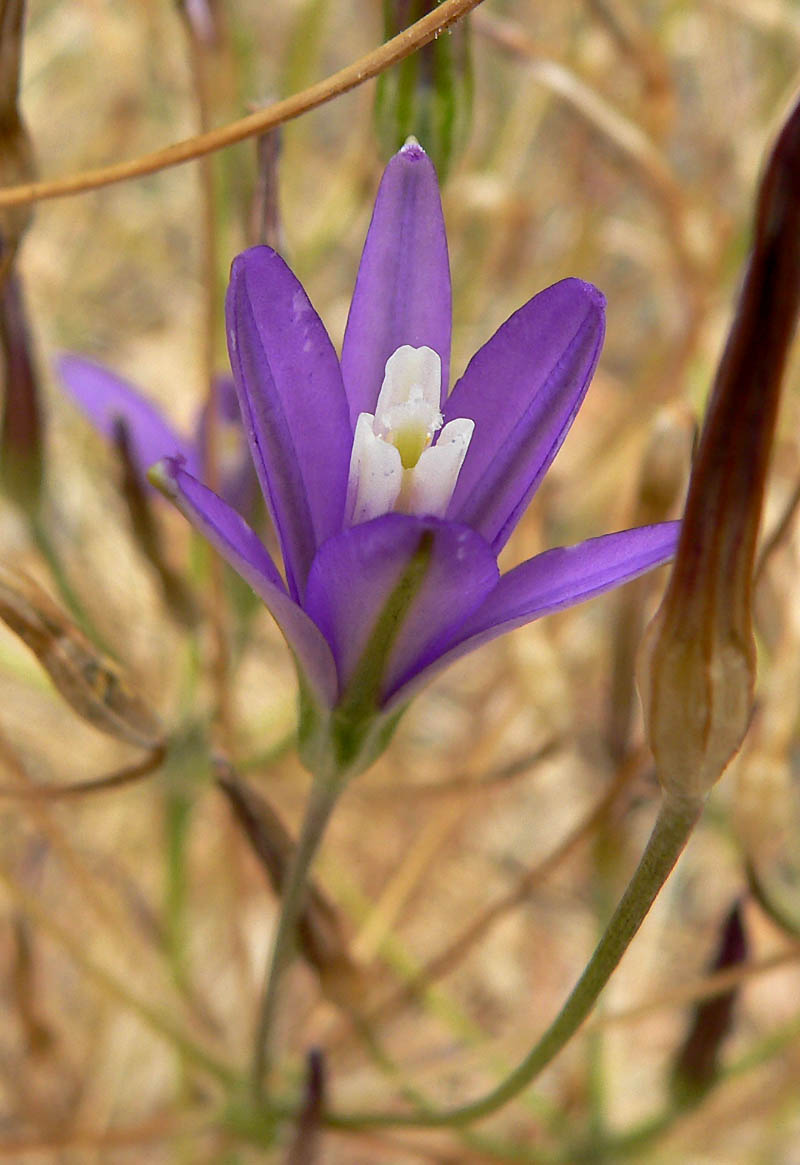
Brodiaea californica
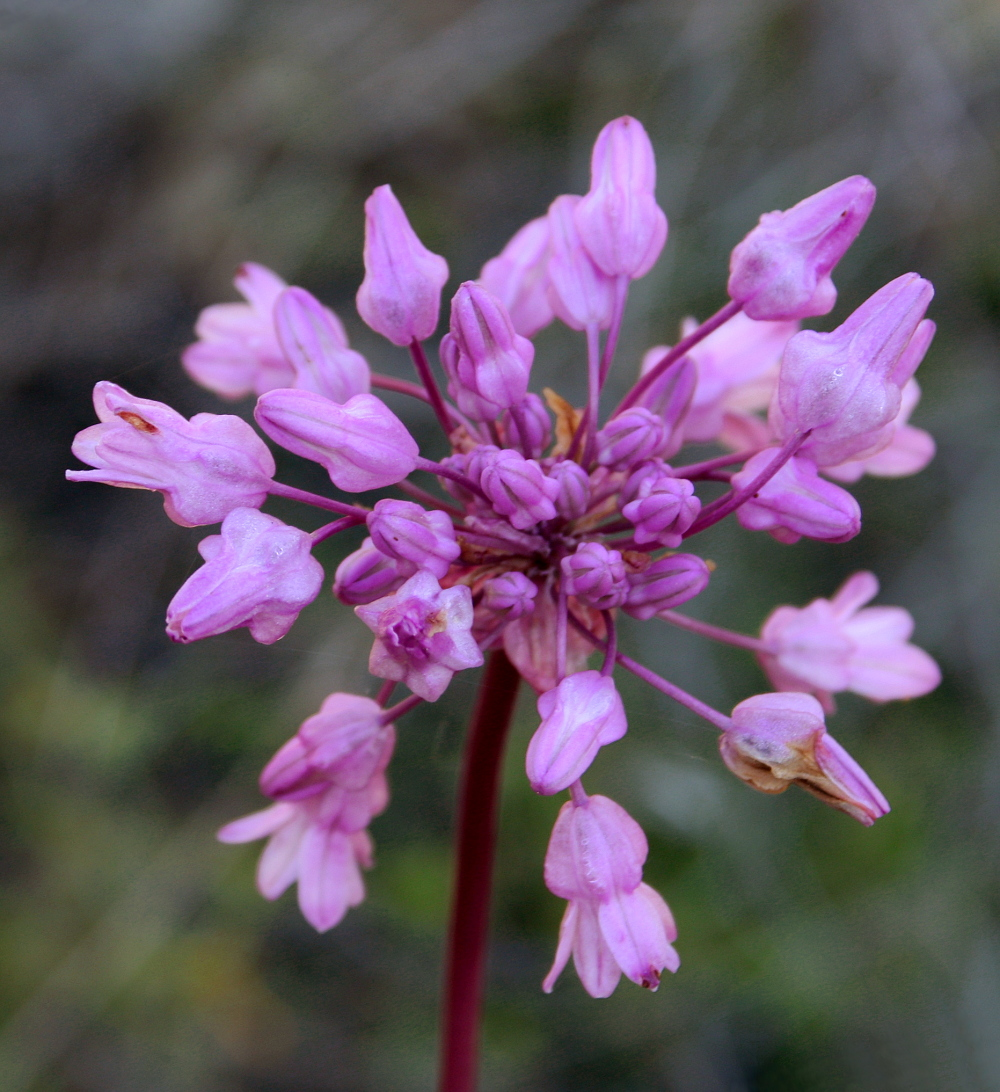
Dichelostemma volubile
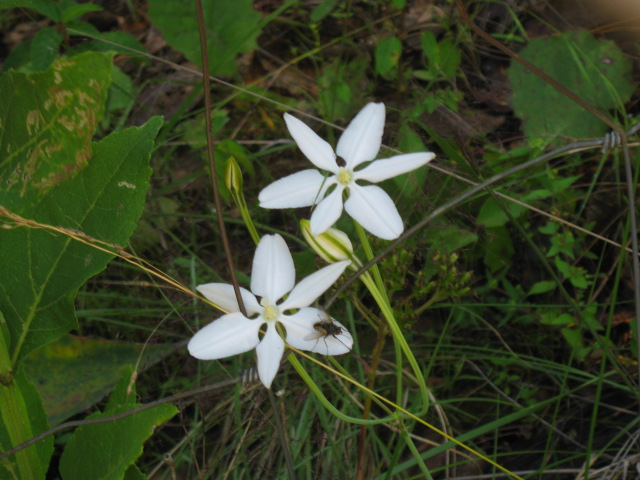
Milla biflora
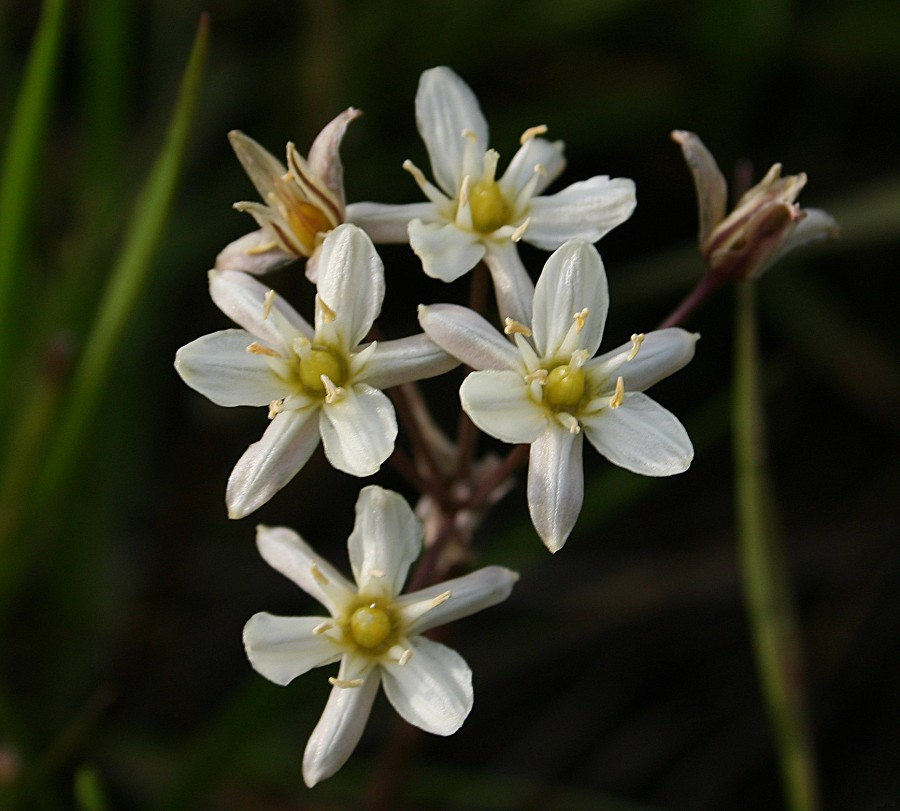
Muilla maritima
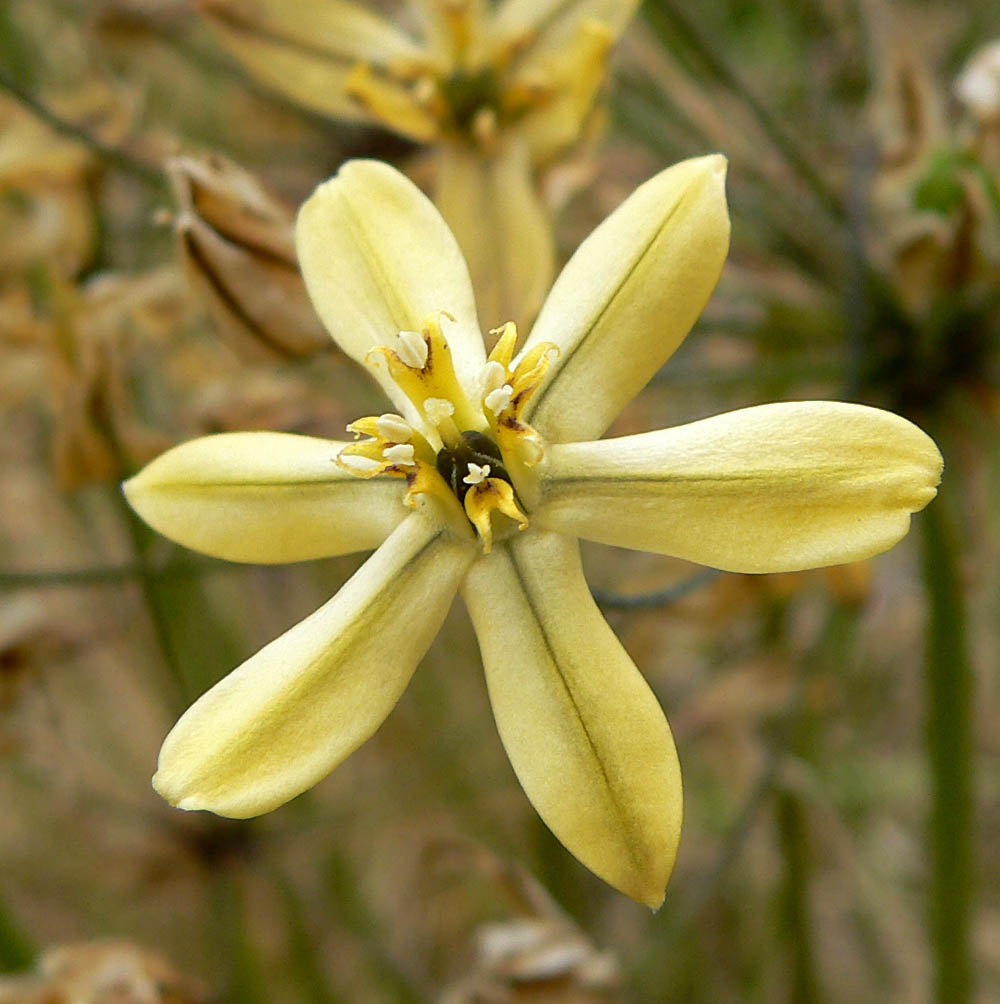
Triteleia ixioides